# Karolina Pietraszewska
Karolina Pietraszewska (ur. 1870 w Warszawie, zm. 1940 w Warszawie), polska śpiewaczka, alt.
Posiadała rzadko spotykaną skalę i siłę głosu. Koncertowanie rozpoczęła w 1895 r. W Operze Warszawskiej zadebiutowała partią Brunhildy w Walkirii Richarda Wagnera. W 1908 śpiewała w mediolańskiej La Scali, potem cały sezon pracowała w teatrze operowym w Turynie i Odessie. W 1891 r. zaczęła uczyć w Warszawie. Pracę kontynuowała w Moskwie. Założyła w Warszawie własne studio wokalne.